# تأثير يان-تيلر

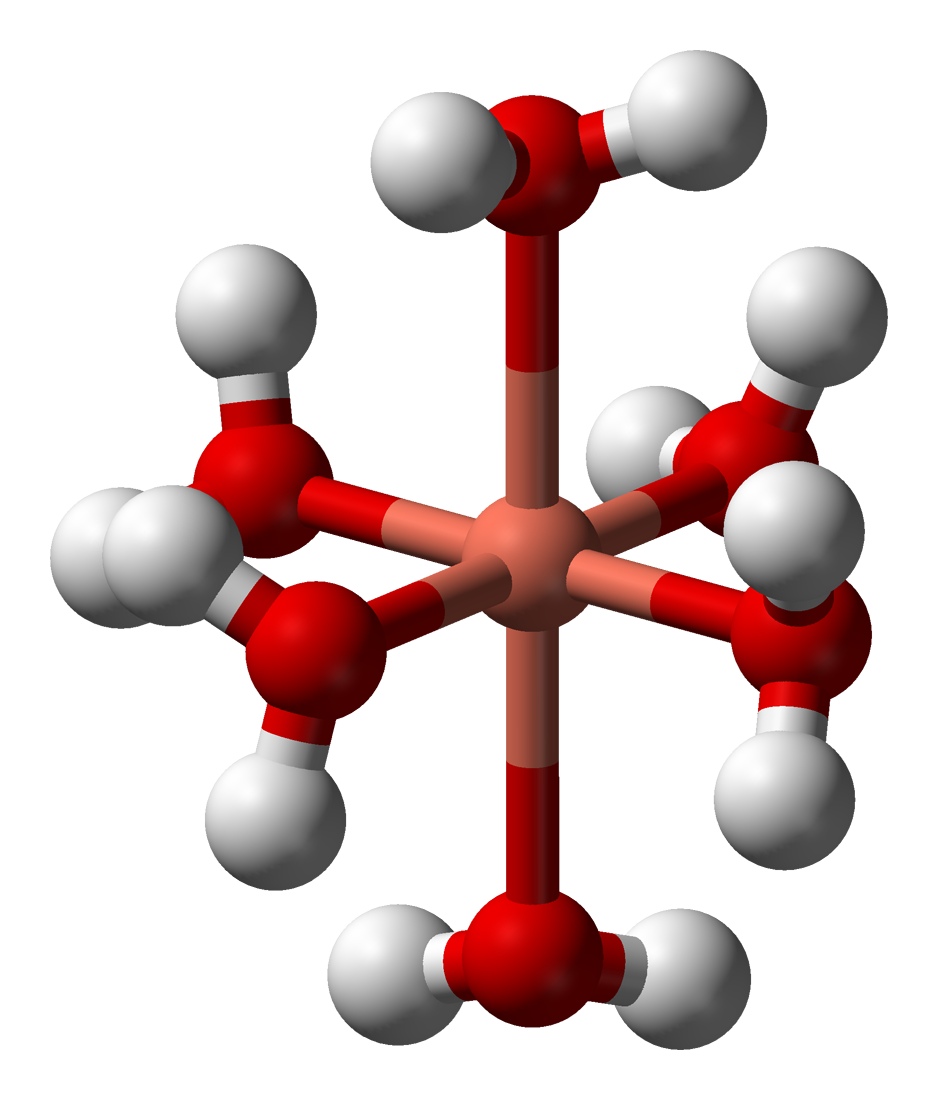

تأثير يان- تيلرهو آلية هامة لكسر التناظر التلقائي في الأنظمة الجزيئية ذات الحالة الجامدة التي لها عواقب بعيدة المدى في مجالات عدة، وهو مسؤول عن عدة ظواهر في المطيافية والكيمياء الفراغية والكيمياء البلورية وفيزياء الجوامد والجسيمات وعلم المواد. سمي هذا التأثير على اسم هيرمان آرثر يان وإدوارد تيلر، أول من قدم دراسات عنه في عام 1937.

## نظرة عامة مبسطة
يُشار إلى تأثير يان- تيلر أحيانًا بتشوه يان- تيلر، التشوه الهندسي للجزيئات والأيونات الذي ينتج عن ترتيبات معينة للإلكترونات. تنص نظرية يان- تيلر أساسًا على أنه أي جسيم لاخطي بمستوىً إلكتروني أرضي منفطر مكانيًا سيمر بتشوه هندسي يزيل هذا الانفطار؛ لأن التشوه يقلل الطاقة الكلية للأنواع.

### كيمياء الفلز الانتقالي
غالبًا ما نجد تأثير يان- تيلر في المركبات الجزيئية ثمانية الأسطح للمعادن الانتقالية. هذه الظاهرة شائعة جدًا في معقدات (مركبات) النحاس الثنائي سداسية الإحداثيات. يعطي الترتيب الإلكتروني d9 لهذا الأيون ثلاث إلكترونات في المدارين المنفطرين eg، ما يؤدي إلى حالة أرضية إلكترونية مضاعفة الانفطار. تتشوه مثل هذه المركبات على طول أحد المحاور الرباعية الجزيئية (دائمًا يسمى المحور ز)، ويؤدي هذا إلى إزالة الانفطار المداري والإلكتروني وتقليل الطاقة الكلية. يتشكل التشوه، فتستطيل الروابط حتى تصل إلى اللَجائن الواقعة على المحور ز، لكن يحدث أحيانًا أن تقصر هذه الروابط بدلًا من ذلك (لا تتنبأ نظرية يان- تيلر باتجاه التشوه ولكن تتنبأ فقط بوجود هندسة غير مستقرة). حين تحدث مثل هذه الاستطالة يقل التنافر الإلكتروستاتيكي بين زوج الإلكترونات على لَجين لويس الأساسي وأي إلكترونات في المدارات التي تحتوي على مكون ز، ما يؤدي إلى تقليل طاقة المركب. يبقى مركز الانقلاب كما هو بعد التشوه.
في المركبات ثمانية الأسطح، يذكر تأثير يان- تيلر كثيرًا عندما يحتل عدد فردي من الإلكترونات مدارات eg . يظهر هذا الموقف في المركبات ذات ترتيبات المركبات d9 أو d9 منخفضة الدوران أو d4 عالية الدوران، لكل منها حالات أرضية مضاعفة الانفطار. في مثل هذه المركبات، تكون مدارات eg موجودة في نقطة الانفطار مباشرة عند اللَجين، لذلك يمكن أن يؤدي التشوه إلى استقرار كبير في الطاقة. يحدث هذا التأثير أيضًا عندما يكون هناك انفطار بسبب الإلكترونات في المدارات t2g (أي تكون ترتيبات مثل d1 أو d2  ثلاثية الانفطار). لكن في مثل هذه الحالات، يكون التأثير أقل بكثير من ما يمكن ملاحظته؛ لأن خفض التنافر أقل بكثير في أخذ اللجائن بعيدًا عن مدارات t2g التي لا تتجه مباشرة نحو اللجائن (انظر الجدول بالأسفل). يصح هذا أيضًا في المركبات رباعية الأوجه (في المنغنات: يكون التشوه دقيقًا جدًا؛ لأن الاستقرار الذي سنحصل عليه أقل؛ لأن اللجائن لا تشير مباشرة إلى المدارات).
يوضح الجدول التالي التأثيرات المتوقعة للترتيب ثماني الأوجه:
| عدد الإلكترونات d  | 1    | 2    | 3 | 4    | 4     | 5    | 5     | 6    | 6     | 7    | 7     | 8 | 9   | 10 |
| دوران عالي/منخفض   |      |      |   | عالي | منخفض | عالي | منخفض | عالي | منخفض | عالي | منخفض |   |     |    |
| ------------------ | ---- | ---- | - | ---- | ----- | ---- | ----- | ---- | ----- | ---- | ----- | - | --- | -- |
| قوة تأثير يان-تيلر | ضعيف | ضعيف |   | قوي  | ضعيف  |      | ضعيف  | ضعيف |       | ضعيف | قوي   |   | قوي |    |

ض: تأثير يان- تيلر ضعيف (مدارات t2g ليست مشغولة بالتساوي)
ق: يُتوقع أن يكون تأثير يان- تيلر قويًا (مدارات eg ليست مشغولة بالتساوي)
فراغ: لا يُتوقع وجود تأثير يان- تيلر.
يظهر تأثير يان- تيلر في أطياف امتصاص مطيافية الأشعة المرئية وفوق البنفسجية لبعض المركبات، إذ يسبب غالبًا تقسيم المجموعات. يظهر هذا في تركيبات العديد من معقدات النحاس الثنائي. يمكن الحصول على معلومات إضافية مفصلة عن تباين خواص مثل هذه المركبات عن طبيعة ربط اللَجين من التركيب الدقيق من أطياف الرنين المغناطيسي الإلكتروني منخفض الحرارة.

### تأثيرات ذات صلة
سبب تأثير يان- تيلر هو وجود المدارات الجزيئية المنفطرة ذات غلاف تكافؤ مفتوح (أي أنها ليست مشغولة بالكامل). لا يقتصر هذا الوضع على مركبات التنسيق؛ إذ يمكن أن نجده في مجالات الكيمياء الأخرى. ظاهرة ضد العطرية في الكيمياء العضوية لها نفس السبب وغالبًا أيضًا ما تتشوه فيها الجزيئات؛ كما في حالة حلقي البوتاديين وحلقي الأوكتاتترايين.

## تناول متطور

### نظرية يان- تيلر
يمكن صياغة نظرية يان تيلر في أشكال مختلفة، منها هاتين الاثنتين:
«يتشوه نظام متعدد الذرات لاخطي في حالة إلكترونية منفطرة مكانيًا تلقائيًا بطريقة تزيل الانفطار ويحل محله تركيب متوازن جديد ذو قدر ضئيل من التناظر»
بدلًا من ذلك وبصورة أكثر اختصارًا:
«...لا يمكن أن يجتمع الاستقرار والانفطار في ذات الوقت إلا إذا كان الجزيء خطيًا...»
كان انفطار الدوران استثناءً في التناول الأصلي للأمر، وتناولوه لاحقًا بشكل منفصل.
يعتمد الإثبات الرياضي لنظرية يان- تيلر بشكل كبير على براهين التناظر، وخصوصًا نظرية الزمر النقطية. لا يتنبأ برهان يان وتيلر بأي تفاصيل عن البنية الإلكترونية للنظام. لم يصرح يان وتيلر عن قوة التأثير، التي يمكن أن تكون ضئيلة لدرجة لا يمكن قياسها. في الواقع، يفترض أن يكون التأثير ضعيفًا بالنسبة للإكترونات في المدارات الجزيئية غير المرتبطة أو ضعيفة الارتباط. مع ذلك، تأثير يان تيلر مهم في معظم الأحوال.

### العلاقة باكتشافات هامة
- في 1985، اكتشف هاري كروتو وزملاؤه مجموعةً مغلقة من جزيئات الكربون تُعرف بالفوليرين.[7] بوكمينستر فوليرين (C60) الذي له تناظر ذو عشرين سطحًا، يظهر عليه تأثير يان تيلر عند إضافة إلكترون واحد أو إزالته.[8] قد لا يكون ترتيب مستويات الطاقة مثل ما تنبأت به قاعدة هوند.
- حُفز اكتشاف بدنورز ومولر للتوصيل الفائق في النحاسيات عام 1986 بدرجة حرارة انتقالية تبلغ 35 كلفن،[9] وهي أكبر من الحد الأقصى المسموح به لنظرية بي سي اس، بعمل مولر السابق على أيونات يان تيلر في البلورات.
- فُسرت المقاومة المغناطيسية الهائلة (خاصية في البيروفسكيت المعتمد على المنجنيز وفي عدة مواد) بمصطلحات التنافس بين تأثير يان تيلر الديناميكي وتأثير التبادل المضاعف.[10]
- لمبرهنة بيرلز -التي تنص على أن سلسلة من الأيونات أحادية البعد موضوعة بالتساوي بإلكترون واحد لكل أيون غير مستقرة- جذور مشتركة مع تأثير يان تيلر.